# Thomas Tol
Thomas Tol (Volendam, 5 november 1950) is een Nederlands muzikant en componist.

## Biografie
Tol groeide op in Volendam. Hij begon zijn muzikale carrière in de band Empty-Hearts, waar ook Jan Keizer deel van uitmaakte. Bij het vertrek van Thomas werd de band opgeheven.

### Carrière
Tol was van september 1969 tot medio mei 1988 toetsenist van de Volendamse groep BZN, waarvoor hij in die periode vrijwel alle muziek componeerde. Nummer één-hits zoals Mon amour (1976), Pearlydumm (1980) en daarnaast hits als Sevilla (1977), Just an illusion (1983) en Amore (1987) zijn van zijn hand. Na zijn periode bij BZN vormde hij samen met zijn broer Cees het instrumentale duo Tol & Tol. In deze formatie scoorden zij rond de jaarwisseling 1989-1990 een grote hit, Eleni.
Van 1997 tot 2018 speelden zij samen in de gelegenheidsformatie BZN '66.
Tol schrijft tegenwoordig nummers voor de zanger Jan Smit, zoals de hit Als de nacht verdwijnt uit 2005, een bewerking van de single Le soleil, die in 1990 door Anny Schilder was uitbracht.

## Persoonlijk
Tol is de vader van televisiepresentator Kees Tol.